# Maison de Putbus
La famille de Putbus est une ancienne famille noble de Poméranie.

## Historique
C'est une ligne collatérale des anciens princes de l'île de Rügen. Le fondateur de cette maison est un certain Borante, qui obtint en 1249 le château de Podebusk ou Putbus, avec la péninsule de Iasmund. 
Cette famille a été élevée en 1727 à la dignité de prince par l'empereur d'Allemagne.